# Dominique Sarron
Dominique Sarron (Riom, Francia, 27 de agosto de 1955) es un expiloto de motociclismo francés. Su mejor año fue en 1986 cuando ganó el Gran Premio de Gran Bretaña y terminó en el tercer lugar en el campeonato mundial de 250cc detrás de Carlos Lavado y Sito Pons. Ganó dos carreras en 1988 montando para Honda y terminó la temporada en cuarto lugar.
Después de su carrera en el Campeonato del Mundo de Motociclismo, Sarron compitió en el Campeonato Mundial de Superbikes en 1993. También compitió en carreras de resistencia de motocicletas. Ganó las 8 Horas de Suzuka en 1986 con Wayne Gardner, y en 1989 con Alex Vieira. Es el hermano menor de Christian Sarron, campeón mundial de 250cc en 1984. En 1994, se unió con su hermano para ganar la prestigiosa carrera de resistencia de Bol d'Or.

## Resultados

### Campeonato del Mundo de Motociclismo
Sistema de puntuación desde 1969 hasta 1987:
| Posición | 1.º | 2.º | 3.º | 4.º | 5.º | 6.º | 7.º | 8.º | 9.º | 10.º |
| Puntos   | 15  | 12  | 10  | 8   | 6   | 5   | 4   | 3   | 2   | 1    |

Sistema de puntuación desde 1988 hasta 1991:
| Posición | 1.º | 2.º | 3.º | 4.º | 5.º | 6.º | 7.º | 8.º | 9.º | 10.º | 11.º | 12.º | 13.º | 14.º | 15.º |
| Puntos   | 20  | 17  | 15  | 13  | 11  | 10  | 9   | 8   | 7   | 6    | 5    | 4    | 3    | 2    | 1    |

#### Carreras por año
(Carreras en negrita indica pole position, carreras en cursiva indica vuelta rápida)
| Año  | Cat.  | Equipo                | Moto       | 1       | 2       | 3       | 4       | 5       | 6      | 7       | 8       | 9       | 10      | 11      | 12      | 13     | 14    | 15      | Pts. | Pos. | Vic |
| ---- | ----- | --------------------- | ---------- | ------- | ------- | ------- | ------- | ------- | ------ | ------- | ------- | ------- | ------- | ------- | ------- | ------ | ----- | ------- | ---- | ---- | --- |
| 1985 | 250cc | Rothmans-Honda France | RS250      | RSA -   | ESP DNQ | GER 27  | NAT 15  | AUT 18  | YUG 15 | NED Ret | BEL 8   | FRA 9   | GBR 13  | SWE 16  | RSM 9   |        |       |         | 7    | 21.º | 0   |
| 1986 | 250cc | Rothmans-Honda France | NSR250     | ESP 16  | NAT 7   | GER 11  | AUT 6   | YUG 3   | NED 7  | BEL 4   | FRA 3   | GBR 1   | SWE 5   | RSM 3   |         |        |       |         | 72   | 3.º  | 1   |
| 1987 | 250cc | Rothmans-Honda France | NSR250     | JPN Ret | ESP 4   | GER Ret | NAT 3   | AUT 7   | YUG 6  | NED Ret | FRA 2   | GBR 9   | SWE 5   | CZE 2   | RSM 4   | POR 8  | BRA 1 | ARG 2   | 97   | 4.º  | 1   |
| 1988 | 250cc | Rothmans-Honda France | NSR250     | JPN Ret | USA 3   | ESP Ret | EXP 4   | NAT 1   | GER 9  | AUT 4   | NED Ret | BEL Ret | YUG 3   | FRA 3   | GBR 2   | SWE 3  | CZE 8 | BRA 1   | 158  | 4.º  | 2   |
| 1989 | 500cc | Elf-Honda             | NSR500     | JPN 18  | AUS 10  | USA 10  | ESP 9   | NAT DNS | GER 8  | AUT 10  | YUG 10  | NED -   | BEL -   | FRA DNS | GBR Ret | SWE -  | CZE - | BRA Ret | 39   | 15.º | 0   |
| 1990 | 250cc | Rothmans-Honda        | NSR250     | JPN 4   | USA 5   | ESP Ret | NAT Ret | GER -   | AUT 8  | YUG -   | NED -   | BEL -   | FRA Ret | GBR 4   | SWE 10  | CZE 5  | HUN 6 | AUS 10  | 78   | 10.º | 0   |
| 1991 | 250cc | Gallina-Yamaha        | TZ250      | JPN -   | AUS -   | USA -   | ESP Ret | ITA -   | GER 16 | AUT -   | EUR 12  | NED -   | FRA -   | GBR -   | RSM -   | CZE -  | VDM - | MAL -   | 4    | 30.º | 0   |
| 1992 | 500cc | Banco-Yamaha          | ROC Yamaha | JPN -   | AUS 15  | MAL -   | ESP 15  | ITA 17  | EUR 17 | GER 13  | NED Ret | HUN 15  | FRA Ret | GBR 9   | BRA 13  | RSA 17 |       |         | 2    | 23.º | 0   |

### Resultados en las 8 Horas de Suzuka
| Año  | Equipo                   | Copiloto      | Moto         | Pos. |
| ---- | ------------------------ | ------------- | ------------ | ---- |
| 1986 | Team HRC                 | Wayne Gardner | Honda RVF750 | 1.º  |
| 1989 | Beams Honda with Ikuzawa | Alex Vieira   | Honda RVF750 | 1.º  |